# Дом мёртвых
«Дом мертвецов» (англ. House of the Dead) — фильм ужасов режиссёра Уве Болла, снятый по мотивам одноимённой игры 1997 года. Премьера фильма состоялась 15 февраля 2003 года.

## Сюжет
После бронирования поездки на лодке, чтобы посетить вечеринку на острове, расположенном у побережья Сиэтла под названием «Isla del Morte» («Остров мёртвых»), два студента колледжа, Саймон и Грег встречаются с тремя девушками: Алисией, Кармой и Синтией. Карма влюблена в Саймона, Саймон влюблён в Алисию, а Синтия — подружка Грега. Когда пятеро прибывают на причал, они обнаруживают, что опоздали, и лодка, которая должна доставить их на остров, уже уплыла. Человек по имени Виктор Кирк и его первый помощник Сальес предлагают им прокатиться. Когда они уходят, женщина-полицейский по имени Джордан Каспер пытается помешать им уйти, зная о прошлом Кирка как контрабандиста, но терпит неудачу.
Прибыв на остров, они обнаруживают, что место вечеринки испорчено и пустынно. Алисия, Карма и Саймон покидают место, чтобы найти кого-нибудь, пока Синтия и Грег остаются. Пока Грег отходил в туалет, Синтия была убита группой зомби. Между тем Алисия, Карма и Саймон находят заброшенный дом, и, когда они пытаются исследовать это место, они обнаруживают Руди, Либерти и Хью, которые сообщают им о нападении зомби. Алисия и Руди когда-то встречались, а Либерти была танцовщицей на вечеринке. Шестеро покидают дом, чтобы забрать Грега и Синтию. Между тем, зомби убивают Сальеса.
Алисия, Руди, Карма, Саймон, Либерти и Хью возвращаются на место вечеринки и находят Грега. Зомбированная Синтия выходит из-за дерева и убивает Хью, но появляется Каспер и убивает её. Они формируют план вернуться на лодку Кирка и покинуть остров. Когда они возвращаются на пляж, они находят только зомби на лодке Кирка. Каспер и Грег покидают группу, чтобы найти помощь, но Грег погибает в лесу.
Кирк раскрывает историю острова; остров был домом для испанского католического священника по имени Кастилио Армандо, который был изгнан из Испании в XV веке за свои тёмные эксперименты, которые запрещала Католическая церковь. Кастилио убил команду Святого Кристобаля, корабля, который доставил его на остров, поработил местных жителей и убил всех, кто посещал это место. Затем он создал сыворотку бессмертия, которую ввёл себе до того, как создал первого зомби. Кирк ведёт группу к месту в лесу, где он спрятал ящик, полный оружия. Как только все вооружаются, они решают вернуться в дом только для того, чтобы найти фасад, заполненный зомби. Либерти и Каспер гибнут в последующей битве, а Алисии, Руди, Кирку, Карме и Саймону удаётся укрыться внутри дома.
Когда Кирк остаётся один, он слышит свист снаружи дома. Он выходит на улицу и видит Сальеса как зомби. Кирк жертвует собой, убивая Сальеса шашкой динамита, но взрыв также взрывает вход в дом. Оставшиеся четверо запираются в лаборатории внутри дома, но зомби вламываются. Карма находит люк в полу, который она, Алисия и Руди используют его, чтобы убежать. Саймон умудряется пожертвовать собой, чтобы убить зомби, стреляя в бочку с порохом, взрывая дом и зомби. Алисия, Руди и Карма оказываются в подземных туннелях. Они пробираются через туннели, но Карму убивают зомби, в попытке их задержать, пока Руди и Алисия бегут.
Алисии и Руди помогает выйти из туннелей таинственный человек, носящий лицо Грега в качестве маски. Этот человек — Кастилио Армандо. Алисия и Руди убегают из туннелей, взрывая их в процессе. Кастилио удаётся пережить взрыв, и Алисия сражается с ним на мечах. Кастилио наносит ей удар в сердце, но Руди удаётся обезглавить его. Пока он думает, что все закончилось, все ещё живое обезглавленное тело Кастилио начинает душить Руди. Едва живая Алисия встаёт и давит голову Кастилио ногой, окончательно убивая его. Хотя Алисия, похоже, умирает, её и Руди спасает команда агентов. Агенты спрашивают имя Руди, на что он отвечает Кьюриен. Конец повествования показывает, что Руди дал Алисии сыворотку бессмертия, и именно поэтому она жива. Двое выживших возвращаются домой.

## В ролях
| Актёр           | Роль                     |
| --------------- | ------------------------ |
| Джонатан Черри  | Руди Куриен              |
| Она Грауэр      | Алисия Уилсон            |
| Дэвид Палффи    | зомби Кастилио Армандо   |
| Тайрон Лейтсо   | Саймон Круз              |
| Юрген Прохнов   | капитан Виктор Кирк      |
| Элли Корнелл    | офицер Джорден Каспер    |
| Энука Окума     | Карма                    |
| Уилл Сандерсон  | Грэг                     |
| Клинт Ховард    | помощник капитана Сальес |
| Майкл Эклунд    | Хью                      |
| Кира Клавелл    | Либерти                  |
| Соня Саломаа    | Синтия                   |
| Эрика Паркер    | Джоанна                  |
| Стив Байерс     | Мэтт                     |
| Адам Харрингтон | агент AMS Томас Роган    |
| Колин Лоуренс   | агент AMS Джи            |

## Съёмки
Съёмки фильма проходили в период с 10 мая по 10 июня 2002 года. 15 февраля 2003 года Дом Мёртвых был показан на Фестивале Независимого Кино в Сан-Франциско.
На съёмочной площадке познакомились Дэвид Палффи и Эрика Дюранс, которые позже поженились в 2005 году.

## Сборы
В США фильм собрал $10 249 719, из них в первый уик-энд проката $5 683 280. В других странах было собрано $3 568 462, что в общей сложности составило $13 818 181.

## Режиссёрская версия
Режиссёрская версия фильма вышла на DVD 8 сентября, 2008 года. Этот вариант фильма содержит новые диалоги, альтернативные повороты сюжета, комментарии создателей и анимацию из оригинальной видеоигры.

## Интересные факты
- Всего в фильме представлены 32 небольших фрагмента из первых трёх игр серии, причём 26 из них демонстрируются во время 10-минутного противостояния главных героев с зомби.
- В конце фильма также появляются «настоящие» герои игры — агенты Томас Роган и Джи. Однако Джи в фильме — чернокожий, тогда как в игре он был белым.
- Один из главных героев фильма — Рудольф «Руди» Кьюриен, сын доктора Роя Кьюриена (об этом упоминается в сиквеле). По сюжету игры у доктора тоже есть сын, но его имя — Дэниел.